# Andrés Lamas (futbolista)
Andrés Lamas Bervejillo (Montevideo, Uruguay, 16 de enero de 1984) es un futbolista uruguayo juega de defensor central. Actualmente milita en Atlético Cuadril de la Maldonado.

## Trayectoria
Debutó oficialmente en el Defensor Sporting Club de la Primera División Profesional de Uruguay el 20-03-2004 frente al Club Atlético Peñarol en Estadio Centenario.
A principios de 2008 fue cedido a préstamo al Ankaragücü de Turquía. En mayo de ese mismo año (una vez terminado el préstamo) regresó al Defensor Sporting Club para jugar las finales del campeonato Uruguayo ante el Club Atlético Peñarol, en las que convirtió un gol y consiguió el cuarto título histórico para el club. 
En julio de 2008 se concretó su traspaso al Real Club Recreativo de Huelva de la Primera División Española.
En julio de 2009 llegó a la Unión Deportiva Las Palmas, club grancanario de la Segunda División de España, cedido por el Recreativo de Huelva, que había descendido a Segunda ese mismo año.
En verano de 2010, tras finalizar su periodo de cesión a la UD Las Palmas, volvió a su club de origen, el Recreativo.Ese año sufrió una rotura de ligamentos cruzados en la rodilla derecha que lo dejó dos años fuera de las canchas. 
En enero de 2013, ya recuperado, firma por una temporada con opción a otra por el equipo A.D. Alcorcón en la segunda división española.
En el verano tras finalizar su contrato con el AD Alcorcón, firma por el Liverpool Fútbol Club y así regresa a su tierra después de muchos años jugando en equipos europeos.

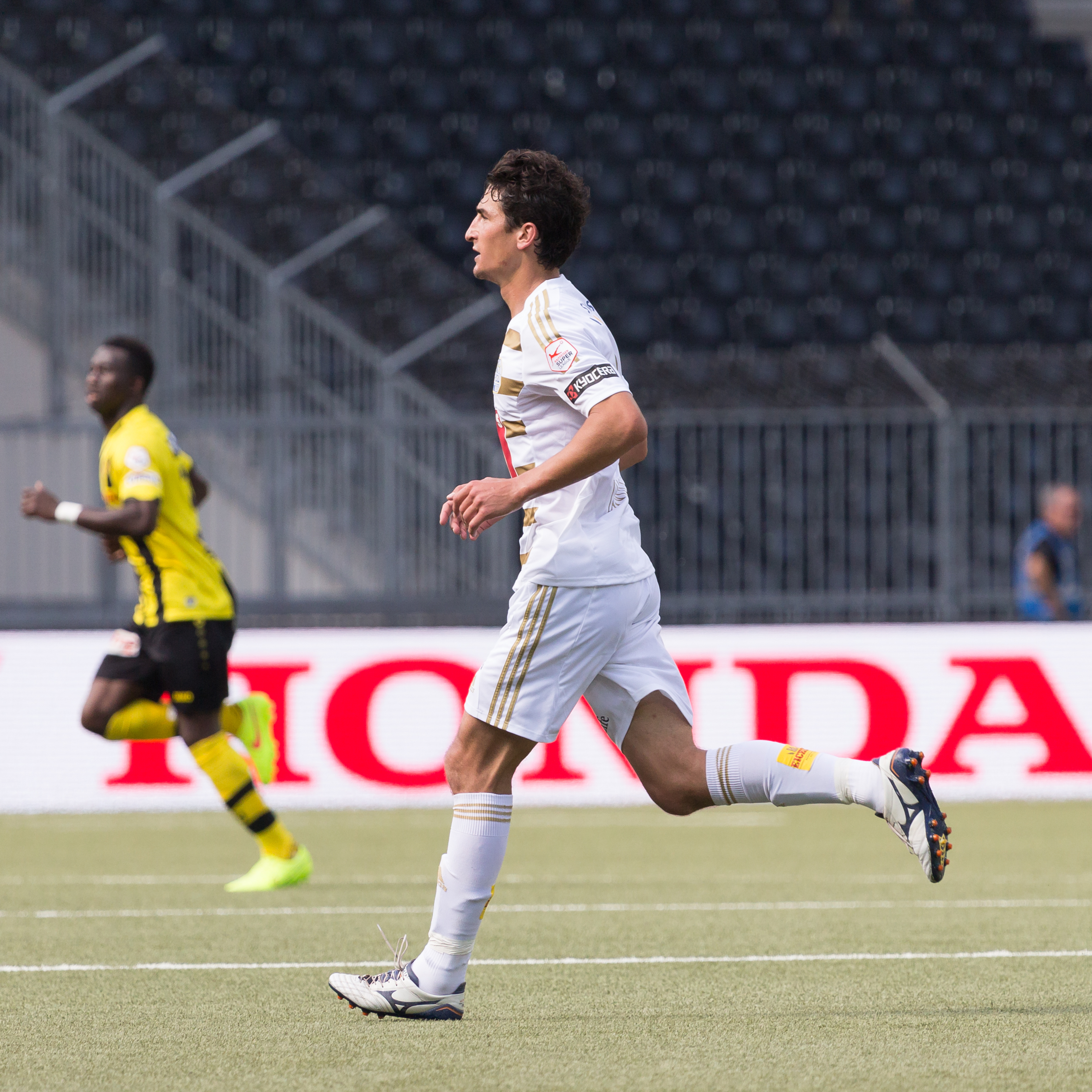

En el 2015 después de su paso por el fútbol suizo, firma por 1 año con Barcelona Sporting Club.
En la llegada del DT Guillermo Almada, Andres fue despedido del club por bajo rendimiento.
En el 2016 volvió a Defensor Sporting, club que en donde se formó como jugador y debutó en primera división.
En el 2017, tras el retiro de Nicolás Olivera, pasa a ser el capitán del equipo violeta. A mediados de ese año el equipo gana el Torneo Apertura y luego, en diciembre, pierde las finales del Campeonato Uruguayo contra el Club Atlético Peñarol, que era el ganador del Torneo Clausura y la Tabla Anual.
En 2018, tras culminar su contrato con Defensor, firma por 18 meses con el Club Atlético Tucumán, de la Primera División Argentina, donde jugó hasta finalizar su contrato, a mediados de 2019.

## Inquietudes
En su estancia en Huelva Andrés Lamas decide ampliar sus conocimientos y estudia en la Universidad de dicha ciudad el Grado de Ciencias Ambientales.
Paralelamente a su carrera futbolística, llegó a cursar estudios terciarios en la Facultad de Ciencias de la Universidad de la República de Uruguay,en la carrera de Biología.

## Clubes
- Actualizado a 30 de diciembre de 2022

| Club                    | País       | Año               | Part. | Goles |  |
| ----------------------- | ---------- | ----------------- | ----- | ----- |  |
| Defensor Sporting       | Uruguay    | 2004 − 2007       | 65    | 7     |  |
| Audax Italiano (cedido) | Chile      | 2008              | 13    | 0     |  |
| Recreativo de Huelva    | España     | 2008 − 2009       | 13    | 0     |  |
| UD Las Palmas (cedido)  | España     | 2009 − 2010       | 22    | 4     |  |
| Recreativo de Huelva    | España     | 2010 − 2012       | 36    | 4     |  |
| Nacional                | Paraguay   | 2012              | 10    | 6     |  |
| Deportes Iquique        | Chile      | 2013              | 3     | 0     |  |
| Rangers                 | Chile      | 2013              | 15    | 0     |  |
| Emelec                  | Ecuador    | 2014              | 18    | 1     |  |
| Deportivo Saprissa      | Costa Rica | 2014              | 4     | 0     |  |
| Barcelona SC            | Ecuador    | 2015              | 16    | 1     |  |
| Liga de Loja            | Ecuador    | 2016 − 2017       | 30    | 2     |  |
| Atlético Tucumán        | Argentina  | 2018 − 2019       | 25    | 0     |  |
| Atenas de San Carlos    | Uruguay    | 2020 − 2023       | 25    | 2     |  |
| Cerro                   | Uruguay    | 2023              | 4     | 1     |  |
| Atlético Cuadril        | Uruguay    | 2024 − actualidad | 0     | 0     |  |

## Palmarés
| Título           | Club              | País    | Año     |
| ---------------- | ----------------- | ------- | ------- |
| Primera División | Defensor Sporting | Uruguay | 2007-08 |